# Filmografia de Charlton Heston

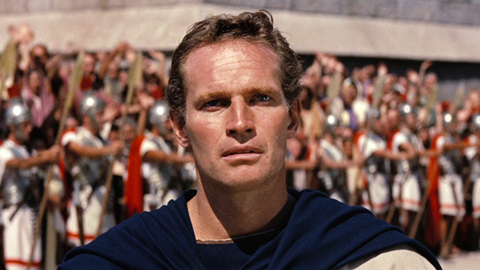
Charlton Heston no trailer do filme Ben-Hur (1959)

Esta é a filmografia do ator estadunidense Charlton Heston.

## Filmografia

### Cinema
| Ano  | Título original                                | Papel                         | Direção                | Ref. |
| ---- | ---------------------------------------------- | ----------------------------- | ---------------------- | ---- |
| 1941 | Peer Gynt                                      | Peer Gynt                     | David Bradley          |      |
| 1950 | Julius Caesar                                  | Marco Antônio                 | David Bradley          |      |
| 1950 | Dark City                                      | Danny Haley / Richard Branton | William Dieterle       |      |
| 1952 | The Greatest Show on Earth                     | Brad Braden                   | Cecil B. DeMille       |      |
| 1952 | Ruby Gentry                                    | Boake Tackman                 | King Vidor             |      |
| 1952 | The Savage                                     | James Aherne Jr.              | George Marshall        |      |
| 1953 | The President's Lady                           | Presidente Andrew Jackson     | Henry Levin            |      |
| 1953 | Pony Express                                   | "Buffalo Bill" Cody           | Jerry Hopper           |      |
| 1953 | Arrowhead                                      | Ed Bannon                     | Charles Marquis Warren |      |
| 1953 | Bad for Each Other                             | Dr. Tom Owen                  | Irving Rapper          |      |
| 1954 | The Naked Jungle                               | Christopher Leiningen         | Byron Haskin           |      |
| 1954 | Secret of the Incas                            | Harry Steele                  | Jerry Hopper           |      |
| 1955 | The Far Horizons                               | William Clark                 | Rudolph Maté           |      |
| 1955 | The Private War of Major Benson                | Major Bernard R. Benson       | Jerry Hopper           |      |
| 1955 | Lucy Gallant                                   | Casey Cole                    | Robert Parrish         |      |
| 1956 | The Ten Commandments                           | Moisés                        | Cecil B. DeMille       |      |
| 1957 | Three Violent People                           | Capitão Colt Saunders         | Rudolph Maté           |      |
| 1958 | Screen Snapshots: Salute to Hollywood          | Ele mesmo                     | Ralph Staub            |      |
| 1958 | Touch of Evil                                  | Ramon Miguel Vargas           | Orson Welles           |      |
| 1958 | The Big Country                                | Steeve Leech                  | illiam Wyler           |      |
| 1958 | The Buccaneer                                  | General Andrew Jackson        | Anthony Quinn          |      |
| 1959 | Ben-Hur                                        | Judah Ben-Hur                 | William Wyler          |      |
| 1959 | The Wreck of the Mary Deare                    | John Sands                    | Michael Anderson       |      |
| 1961 | El Cid                                         | Rodrigo Díaz de Vivar         | Anthony Mann           |      |
| 1962 | The Pigeon That Took Rome                      | Capitão Paul MacDougall       | Melville Shavelson     |      |
| 1963 | Diamond Head                                   | Richard Howland               | Guy Green              |      |
| 1963 | 55 Days at Peking                              | Major Matt Lewis              | Nicholas Ray           |      |
| 1963 | The Five Cities of June                        | Narrador (voz)                | Bruce Herschensohn     |      |
| 1965 | The Greatest Story Ever Told                   | João Batista                  | George Stevens         |      |
| 1965 | The Agony and the Ecstasy                      | Michelangelo Buonarroti       | Carol Reed             |      |
| 1965 | Major Dundee                                   | Major Amos Dundee             | Sam Peckinpah          |      |
| 1965 | The War Lord                                   | Chrysagon                     | Franklin J. Schaffner  |      |
| 1966 | Khartoum                                       | General Charles Gordon        | Basil Dearden          |      |
| 1967 | All About People                               | Narrador (voz)                | Saul Rubin             |      |
| 1967 | While I Run This Race                          | Narrador (voz)                | Edmund Levy            |      |
| 1968 | Counterpoint                                   | Lionel Evans                  | Ralph Nelson           |      |
| 1968 | Will Penny                                     | Will Penny                    | Tom Gries              |      |
| 1968 | Planet of the Apes                             | George Taylor                 | Franklin J. Schaffner  |      |
| 1969 | Number One                                     | Ron Catlan                    | Tom Gries              |      |
| 1970 | Beneath the Planet of the Apes                 | George Taylor                 | Ted Post               |      |
| 1970 | The Hawaiians                                  | Whipple Hoxworth              | Tom Gries              |      |
| 1970 | Julius Caesar                                  | Marco Antônio                 | Stuart Burge           |      |
| 1970 | King: A Filmed Record... Montgomery to Memphis | Narrador (voz)                | Sidney Lumet           |      |
| 1971 | Escape from the Planet of the Apes             | George Taylor                 | Don Taylor             |      |
| 1971 | The Omega Man                                  | Robert Neville                | Boris Sagal            |      |
| 1972 | Antony and Cleopatra                           | Marco Antônio                 | Charlton Heston        |      |
| 1972 | Skyjacked                                      | Capitão Henry O'Hara          | John Guillermin        |      |
| 1972 | The Call of the Wild                           | John Thornton                 | Ken Annakin            |      |
| 1973 | Soylent Green                                  | Detetive Robert Thorn         | Richard Fleischer      |      |
| 1973 | The Three Musketeers                           | Cardeal Richelieu             | Richard Lester         |      |
| 1974 | Airport 1975                                   | Alan Murdock                  | Jack Smight            |      |
| 1974 | The Four Musketeers                            | Cardeal Richelieu             | Richard Lester         |      |
| 1974 | Earthquake                                     | Stewart Graff                 | Mark Robson            |      |
| 1975 | The Fun of Your Life                           | Narrador (voz)                | John J. Hennessy       |      |
| 1976 | Midway                                         | Capitão Matthew Garth         | Jack Smight            |      |
| 1976 | Two-Minute Warning                             | Capitão Peter Holly           | Larry Peerce           |      |
| 1976 | The Last Hard Men                              | Sam Burgade                   | Andrew V. McLaglen     |      |
| 1977 | The Prince and the Pauper                      | Rei Henrique VIII             | Richard Fleischer      |      |
| 1978 | Gray Lady Down                                 | Capitão Paul Blanchard        | David Greene           |      |
| 1980 | The Mountain Men                               | Bill Tyler                    | Richard Lang           |      |
| 1980 | The Awakening                                  | Matthew Corbeck               | Mike Newell            |      |